# Jack Rodwell
Jack Christian Rodwell (født 11. marts 1991 i Southport, England) er en engelsk fodboldspiller, der spiller for Sydney FC.
Rodwell startede sin seniorkarriere i 2007 hos Everton F.C., hvor han var på kontrakt frem til 2012. I perioden nåede han at spille 85 Premier League-kampe og var en del af det hold der nåede finalen i FA Cuppen 2008-09.
I sommeren 2012 blev Rodwell solgt til Manchester City for en pris på omkring 110 millioner danske kroner. Her vandt han Premier League i 2013/14 sæsonen. Han fik dog aldrig personlig succes i klubben, og nåede kun 16 ligakampe over to sæsoner. I 2014 solgte klubben ham derfor videre til Sunderland.
I 2018 blev hans kontrakt med Sunderland ophævet, hvorefter han skiftede til Blackburn Rovers. Året efter skiftede han videre til Sheffield United i januar 2020.
Siden 2022 har han spillet for Sydney FC.

## Landshold
Rodwell fik sin debut for det engelske landshold i november 2011 i en venskabskamp imod Spanien, hvor han i 56' minut erstattede Phil Jones. Tre dage senere sikrede han sig sin første startplads i en venskabskamp mod Sverige, som blev vundet med 1-0. Han står (pr. august 2014) i alt noteret for tre landskampe.
Rodwell har herudover også repræsenteret sit land på U/16, U/17, U/19 og U/21-landsholdene.